# Anna Rosenkrantz (maler)
Anna Hedevig Charlotte Rosenkrantz, baronesse, (født 20. januar 1864; død 25. september 1923) var en dansk kunstmaler, der især malede 'herskabelige interiører'. Forældrene var baron Hans Frederik Rosenkrantz, oberst, og hustru Fanny Charlotte Vilhelmine Emilie Stockfleth.
| - Værker af Anna Rosenkrantz - Herskabeligt interiør fra Prinsens Palæ, 1904 - Interiør fra Liselund - Interiør fra herskabelig stue, 1920 |

## Liv og virke
Det er ganske få oplysninger, der indtil nu er tilgængelige om Anna Rosenkrantz´ arbejde med maleri og med hendes deltagelse i udstillinger. Hun deltog i 1895 i Kvindernes Udstilling fra Fortid og Nutid i afdelingen for Kunst med et enkelt billede af, som betegnelsen lyder, Baronesse Anna Rosenkrantz: kat.nr. 202 Et Renæssanceinteriør. Motivet fra Nationalmuseets danske Samling.
Ved hendes død bragtes i Nationaltidende en omtale, der i få ord beskriver væsentlige områder af hendes liv:
| Citat | Da Baronesse Anna Rosenkrantz for nogle Dage siden døde efter et ganske kort Sygeleje, var det et lykkeligt, indtagende og sjæleligt sundt Menneske, der blev revet bort. Men det var ogsaa en Kunstnerinde, hvem Pensel og Palet pludselig blev revet ud af Haanden. Baronesse Rosenkrantz, hvis Navn Udstillingsbesøgende hyppigt vil have lagt mærke til, havde en grundig Uddannelse som Grundlag. Især tegnede hun fortrinligt, en Egenskab, hun fik særlig Anvendelse for i de mange Interiører fra gamle danske Slotte, f. eks. Rosenborg, som var hendes smukke og stærkt paaskønnede Specialitet. | Citat |
|       | |       |